# Herbert Lindgren
Herbert Lindgren, född 1919, död 1987, var en svensk bokbindare, grafisk formgivare och fotograf.

## Biografi
Lindgren arbetade från 1943 på Albert Bonniers förlag och från 1949 som chefsformgivare. Han formgav där många av förlagets böcker under 1960 och 1970-talen. Han räknas som en av Sveriges främsta bokbandskonstnärer. Han var dessutom en hängiven fotograf. Som sådan dokumenterade han Stockholm i förvandling under 1950-, 60-, och 70-talen. 
Genom sitt arbete som grafisk formgivare fick han möjlighet att avporträttera både författare och konstnärer, bland dem Jan Olof Olsson (Jolo), Bo Setterlind, Per Anders Fogelström, Bror Hjorth, Sven Barthel och Jörn Donner. Ungefär 2 000 svartvita negativ i format 6x6 cm donerades 1994 till Stockholms stadsmuseum, av dem har en stor del digitaliserats och är tillgängliga för allmänheten. Lindgren finns representerad vid Nationalmuseum i Stockholm.

## Bildexempel

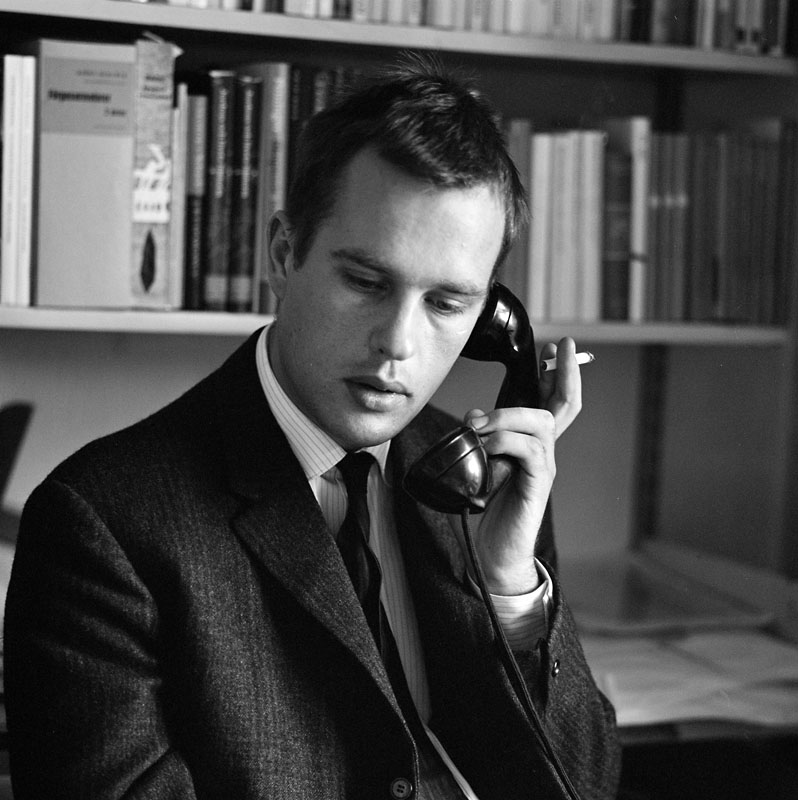
Jörn Donner, 1962.
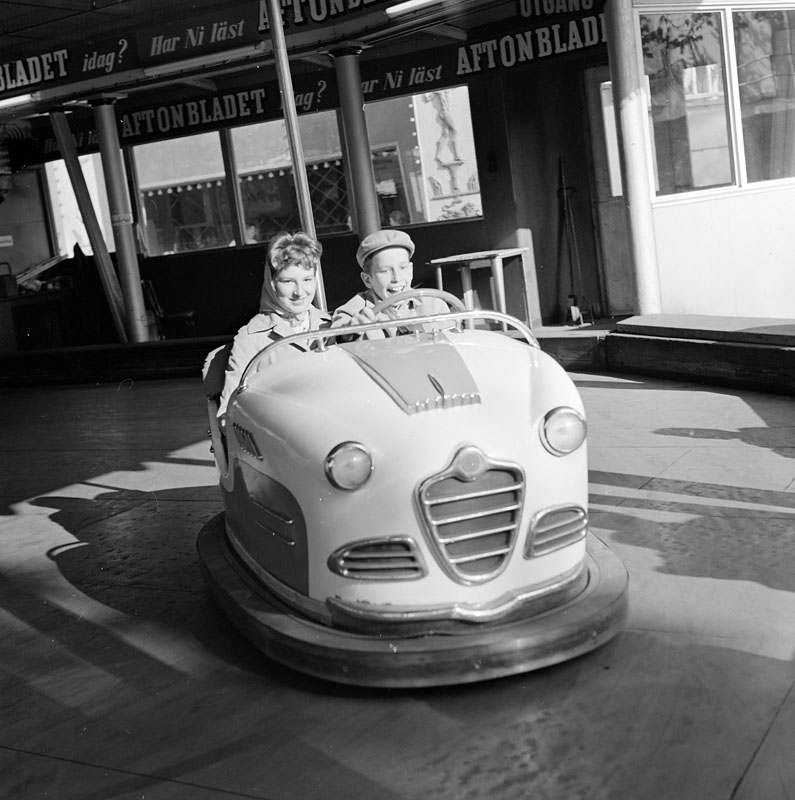
Gröna Lund, 1960.
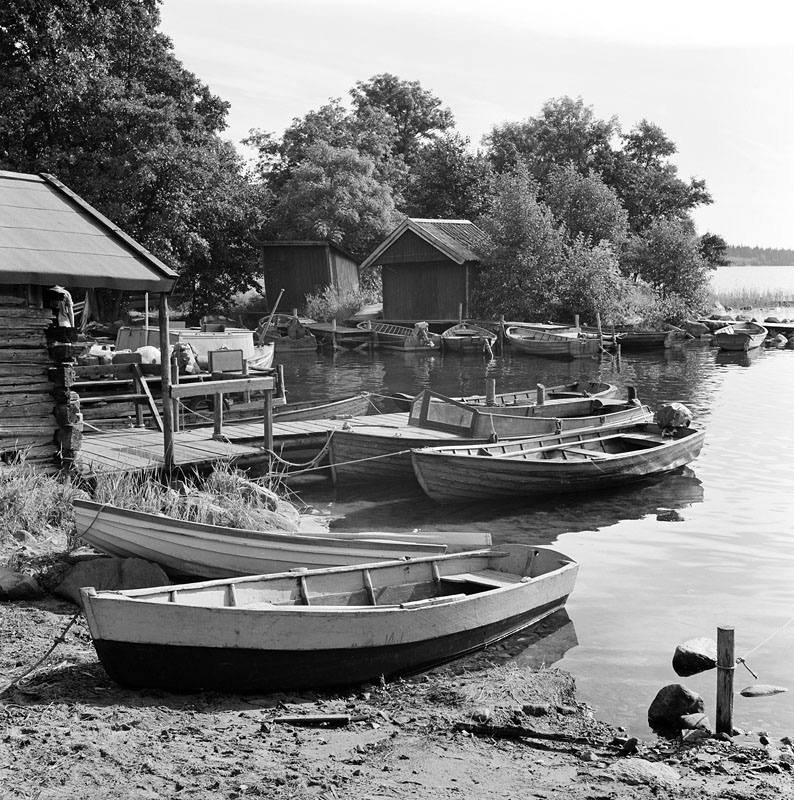
Rådmansö, 1962.
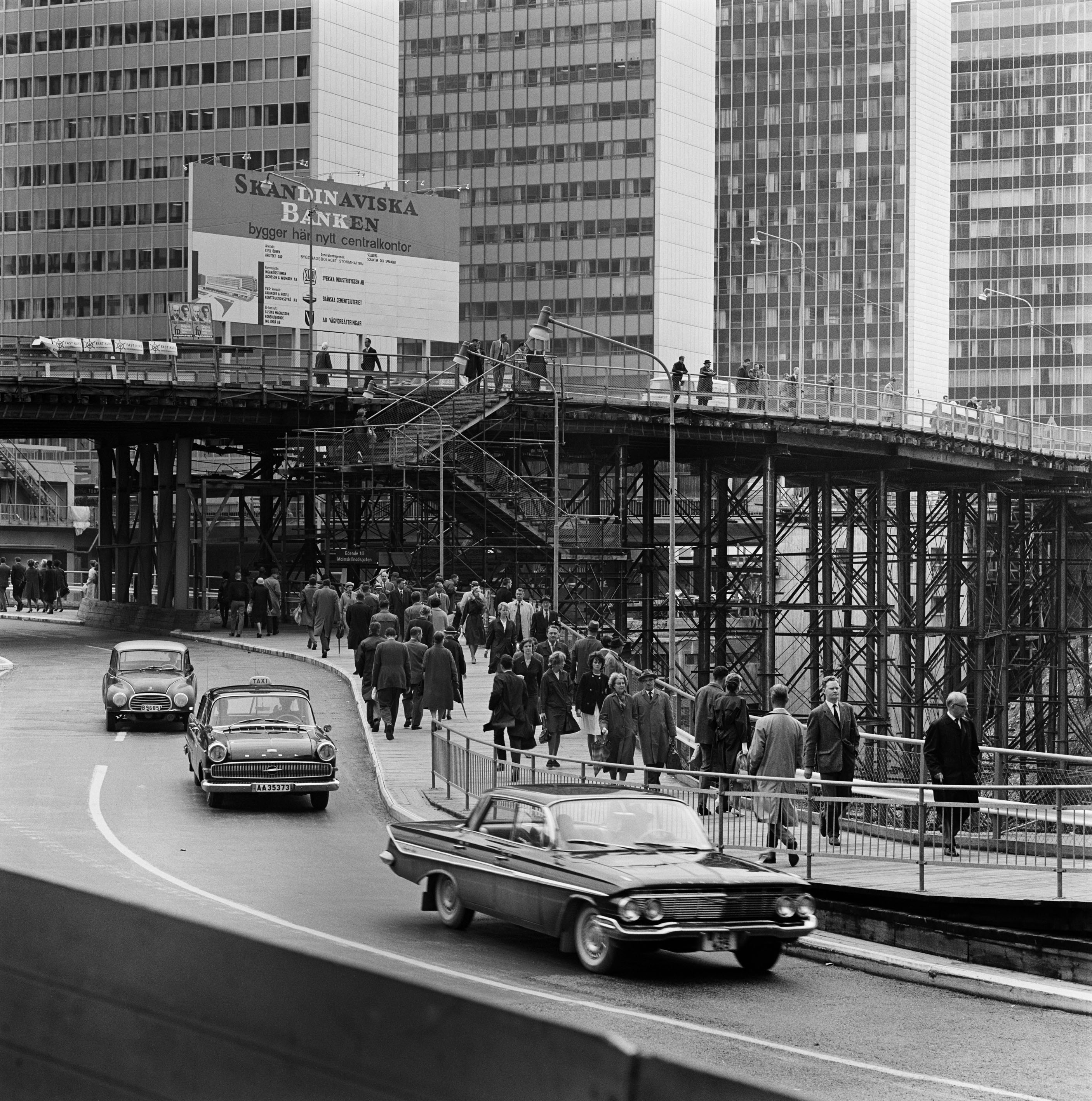
Malmskillnadsgatan, 1962.
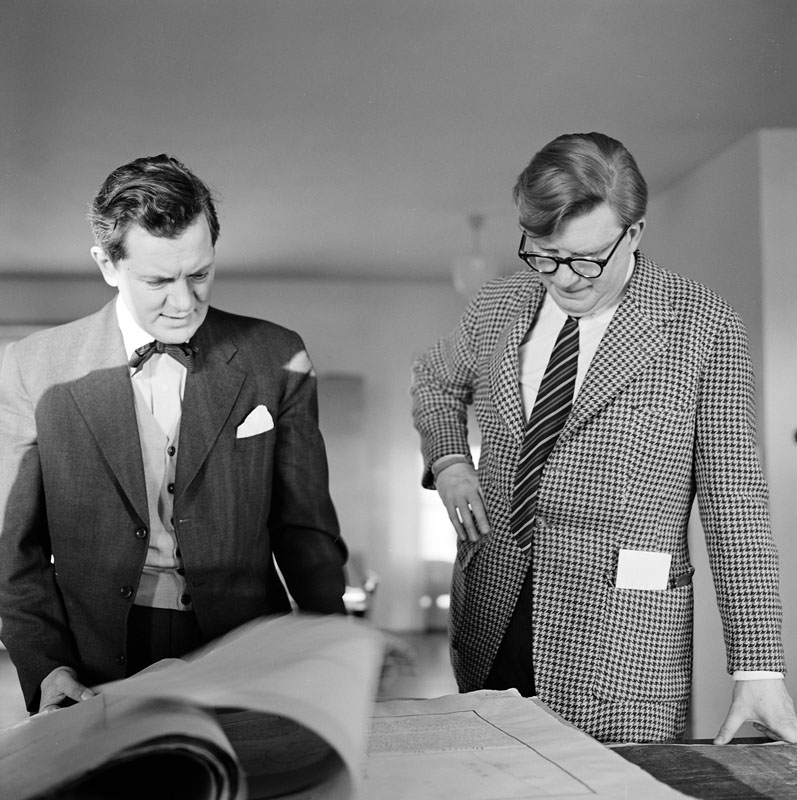
Jan Olof Olsson till höger, 1960